# Het Huis Anubis en de Vijf van het Magische Zwaard
Het Huis Anubis en de Vijf van het Magische Zwaard (deutsch: Das Haus Anubis und die Fünf des magischen Schwerts) ist der erste und bisher einzige niederländische Ableger der Serie Het Huis Anubis. Die Serie wurde vom 17. März 2010 bis zum 3. Juni 2011 auf Nickelodeon Nederland und Nickelodeon Vlaanderen ausgestrahlt. Danach wiederholte man Het Huis Anubis wieder, ehe Hotel 13 den Sendeplatz übernahm.

## Handlung
In der Serie geht es darum, dass vor langer Zeit Merlin vorhersagte, dass in der Zukunft die dunklen Druiden zurückkommen würden, was das Gleichgewicht stören würde, und dass nur fünf Kinder mit besonderen Kräften sie besiegen könnten.

### Die Fähigkeiten der Hauptdarsteller
- Sterre kann, wenn sie jemanden berührt, fühlen ob er ein guter oder ein schlechter Mensch ist.
- Anastacia sieht alles zu scharf. Wenn sie nicht ihre Sonnenbrille trägt, wird ihr schwindelig. Da sie dies immer tut, wird sie für arrogant gehalten.
- Raphael Salomons hat ein sehr gutes Gehör, das aber auch sein größter Feind ist. Denn immer wenn er seine Kopfhörer trägt, hört er das Chaos in seinem Kopf.
- Marcel Keizer hat einen sehr sensiblen Gaumen. Immer wenn er auf Bildern etwas mit Essen zu tun hat, muss er Sambal mit vorherrschenden Geschmack essen.
- Pim Versteegh hat die Kraft, dass er immer dann etwas riecht, wenn er etwas fühlt. Deswegen sprüht er immer mit Deo um sich, damit er keine Gerüche von außerhalb riecht. Ansonsten wird er ohnmächtig.

## Produktion
In der Serie gibt es neue Charaktere, die alle besondere Fähigkeiten haben. Victor Emanuel Rotenmaar Junior kommt nur in der ersten Folge als Übergangsfigur der ersten Serie vor, da er Das Haus Anubis verkauft hat. Die Serie spielt ein paar Jahre in der Zukunft, da die ersten Internatsschüler (z. B. Nienke Martens) noch in der Gegenwart leben und noch ihren Schulabschluss machen müssen. Es gibt eine neue Innenausrichtung, da die alten Möbel noch für die deutsche Serie gebraucht werden. Im Gegensatz zur originalen Serie ist das gespiegelte A im Ableger blau und hat einen Untertitel. In der neuen Serie gibt es öfter mal Außenaufnahmen vom Haus Anubis, was in der alten Serie kaum passierte, da die Achterbahn-Station zu Anubis the Ride im zum Produktionsunternehmen Studio 100 gehörenden Freizeitpark Plopsaland De Panne erst im Jahre 2009 fertig gestellt wurde und man vor Ort die Außenaufnahmen aufzeichnen konnte, anstatt in dem bewohnten Hof Ten Dorpe (das Originale Haus).

## Besetzung

### Hauptrollen
| Name                           | Schauspieler         | Folge | Erstausstrahlung | Beschreibung |
| Sterre de Wit                  | Jennifer Welts       | 1–175 | 2010–2011        |              |
| Anastacia van Emeryck-Reehorst | Sanne-Samina Hanssen | 1–175 | 2010–2011        |              |
| Raphael Salomons               | Roel Dirven          | 1–175 | 2010–2011        |              |
| Marcel Keizer                  | Juliann Ubbergen     | 1–175 | 2010–2011        |              |
| Pim Versteegh                  | Alex Molenaar        | 1–175 | 2010–2011        |              |

### Nebendarsteller
| Name                                  | Besetzung             | Folge      | Erstausstrahlung |
| Arlène                                | Marieke de Kruijf     | 1–115      | 2010             |
| Frau de Wit (Mutter von Sterre)       | Bettina Berger        | 1–115      | 2010             |
| Herr Salamons (Vater von Raphael)     | Theo de Groot         | 1–115      | 2010             |
| Kai                                   | Mattijn Hartemink     | 1–115      | 2010             |
| Ewan                                  | Mattijn Hartemink     | 1–98, 115  | 2010             |
| Leopold                               | Bennie den Haan       | 1–115      | 2010             |
| Merlin                                | Guus Dam              | 1–175      | 2010–2011        |
| Emily de Groen                        | Minke Gommer          | 3–115      | 2010             |
| Leopold de Groen                      | Bennie den Haan       | 4–115      | 2010             |
| Hubertus Berkelaar                    | Arthur Veen           | 5–115      | 2010             |
| Witteke Duiventil                     | Mirjam Hegger         | 6–115      | 2010             |
| Frau aus dem Juweliergeschäft         | Marianne Graves Vloet | 7–115      | 2010             |
| Musicallehrerin Camilia               | Liëla Rigter          | 10–113     | 2010             |
| Bertina van Meent (Lexie)             | Maaike Bakker         | 21–95, 115 | 2010             |
| Vince                                 | Rik Witteveen         | 74–113     | 2010             |
| Morgana le Fay                        | Peggy Vrijens         | 116–175    | 2011             |
| Thomas                                | Emiel Sandtke         | 116–175    | 2011             |
| Tineke                                | Marit van Bohemen     | 117–175    | 2011             |
| Hester van Vleuten                    | Nellie Benner         | 122–175    | 2011             |
| Cato van Vleuten                      | Liza Sips             | 122–175    | 2011             |
| Frederik van Vleuten                  | Bart van der Schaaf   | 122–175    | 2011             |
| Ritter Galahad                        | Guillaume Devos       | 122–175    | 2011             |
| Musiklehrer Gideon                    | David Cantens         | 126–175    | 2011             |
| Ernst                                 | Mario Perton          | 127–128    | 2011             |
| De Fee van het meer (Die Fee vom See) | Lauretta Gerards      | 141–175    | 2011             |

### Sonstige Rollen
| Name                            | Besetzung        | Folge | Erstausstrahlung |
| Victor Emanuel Rotenmaar Junior | Walter Crommelin | 1     | 2010             |

## Ausstrahlung
| Staffel   | Titel                                                | Titelsong                          | Episoden | Ausstrahlung (Belgien/Niederlande) Nickelodeon | Ausstrahlung (Belgien/Niederlande) Nickelodeon |
| Staffel   | Titel                                                | Titelsong                          | Episoden | von                                            | bis                                            |
| --------- | ---------------------------------------------------- | ---------------------------------- | -------- | ---------------------------------------------- | ---------------------------------------------- |
| Staffel 1 | Teil 1 De Legende van de Vijf (Die Legende der Fünf) | De Vijf Zintuigen (Die fünf Sinne) | 50       | 17. März 2010                                  | 21. Mai 2010                                   |
| Staffel 1 | Teil 2 Het Duistere Ritueel (Das düstere Ritual)     | De Vijf Zintuigen (Die fünf Sinne) | 65       | 6. September 2010                              | 3. Dezember 2010                               |
| Staffel 2 | De Strijd om het zwaard (Der Kampf um das Schwert)   | De Vijf Zintuigen (Die fünf Sinne) | 60       | 14. Februar 2011                               | 3. Juni 2011                                   |